# Davide Aiello
Davide Aiello (Palermo, 31 de octubre de 1985) es un político italiano. Se desempeña como diputado en la XVIII legislatura como miembro del Movimiento 5 Estrellas.

## Biografía
Aiello se desempeñó como concejal del Ayuntamiento de Casteldaccia entre 2013 y 2017 con el Movimiento 5 Estrellas.
Fue elegido diputado en las elecciones generales de Italia de 2018 por la circunscripción de Sicilia. Es miembro de la Comisión Laboral y de la Comisión Bicameral Antimafia.